# 行政改革に関する特別委員会
行政改革に関する特別委員会（ぎょうせいかいかくにかんするとくべついいんかい）は、衆議院に設置されていた特別委員会。「行政改革特別委員会」や「行革特委」、「行革委」などと略された。

## 概要
第139回国会から第146回国会の間に設置されていた特別委員会で、社会情勢に見合う行政改革の議論を行っていた。

## 衆議院
1999年12月15日時
- 行政改革に関する特別委員長
  - 西田司（自由民主党）
- 理事
  - 甘利明（自由民主党）
  - 伊吹文明（自由民主党）
  - 熊谷市雄（自由民主党）
  - 杉山憲夫（自由民主党）
  - 松本和那（自由民主党）
  - 古賀一成（民主党）
  - 樽床伸二（民主党）
  - 若松謙維（公明党）
  - 中井洽（自由党）

## 所管国務大臣等
1999年12月15日時
- 内閣官房長官
  - 青木幹雄
- 総務庁長官
  - 続訓弘
- 以上の国務大臣の下に置かれる内閣官房副長官、政務次官など。